# Patrick Buchan-Hepburn, 1. Baron Hailes

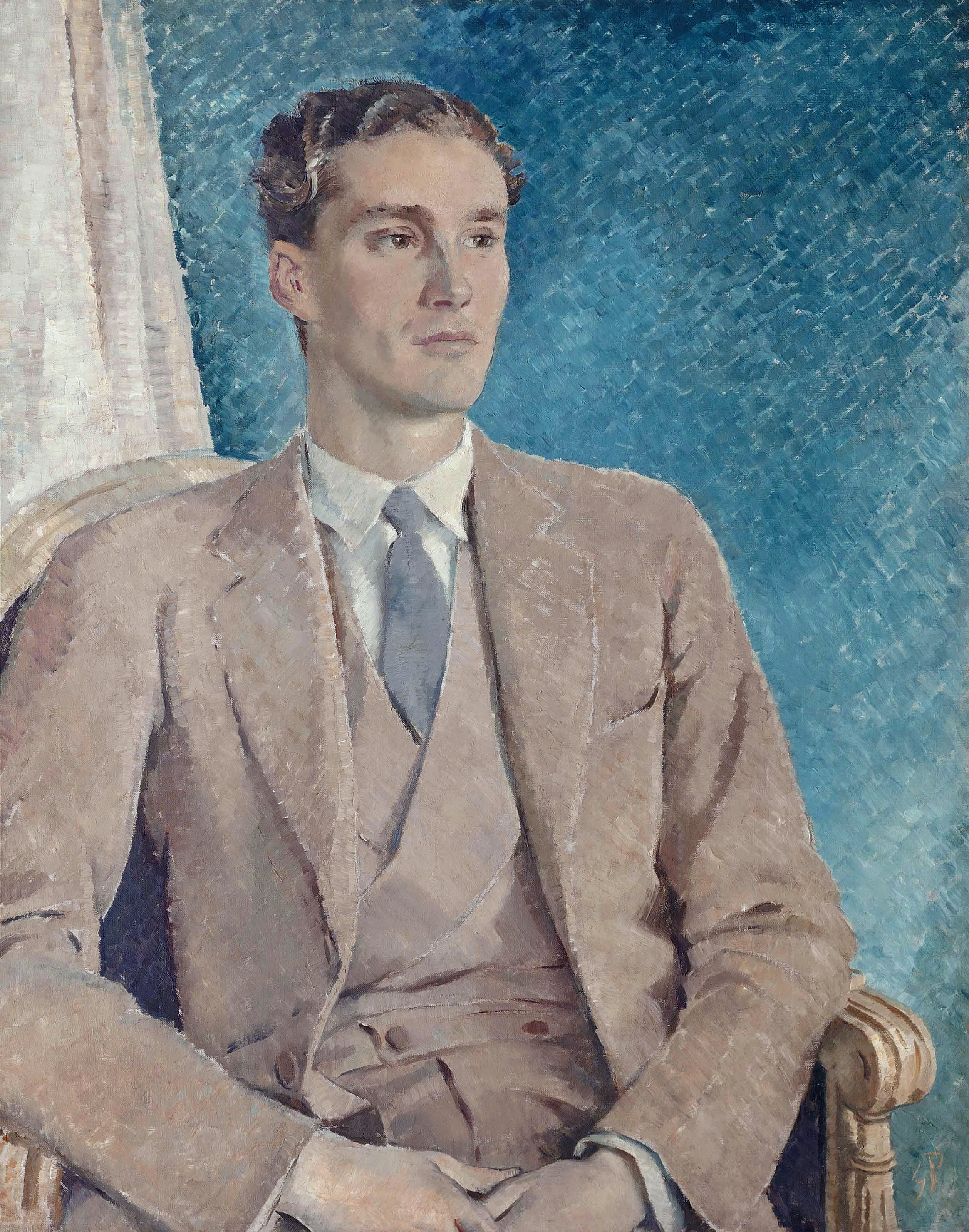
Patrick Buchan-Hepburn, 1. Baron Hailes (Gemälde von Glyn Warren Philpot, 1934)

Patrick George Thomas Buchan-Hepburn, 1. Baron Hailes, GBE, CH, PC (* 2. April 1901; † 5. November 1974) war ein britischer Politiker der Conservative Party, der unter anderem zwischen 1931 und 1957 Mitglied des Unterhauses (House of Commons), von 1955 bis 1957 Minister für öffentliche Arbeiten sowie zwischen 1957 und 1962 erste und einzige Generalgouverneur der kurzlebigen Westindischen Föderation. Am 15. Februar 1957 wurde er als Baron Hailes, of Prestonkirk in the County of East Lothian, in den erblichen Adelsstand in der Peerage of the United Kingdom erhoben und damit Mitglied des Oberhauses (House of Lords).

## Leben

### Familiäre Herkunft, Studium und Unterhausabgeordneter
Buchan-Hepburn war das jüngste von vier Kindern und der dritte Sohn von Sir Archibald Buchan-Hepburn, 4. Baronet und dessen Ehefrau Edith Agnes Karslake. Sein ältester Bruder Thomas Edward Archibald Buchan-Hepburn († 1923) war Hauptmann bei den Royal Scots (The Royal Regiment). Sein zweitältester Bruder John Karslake Thomas Buchan-Hepburn († 1961) erbte beim Tod des Vaters am 17. Mai 1929 dessen 1815 geschaffenen Titel als 5. Baronet, of Smeaton Hepburn in the County of Haddington. Seine ältere und einzige Schwester Loelia Helen Buchan-Hepburn († 1945) war ab 1933 mit Donald Somervell († 1960) verheiratet, der zwischen 1933 und 1936 Solicitor General für England und Wales, danach von 1936 bis 1945 Attorney General für England und Wales sowie 1945 Innenminister war und 1954 als Baron Somervell of Harrow auf Lebenszeit in den Adelsstand erhoben wurde.
Patrick Buchan-Hepburn absolvierte seine schulische Ausbildung an der renommierten, 1572 gegründeten Harrow School und anschließend ein Studium an der Trinity College der University of Cambridge. Er war zwischen 1925 und 1937 Attaché an der Gesandtschaft in Konstantinopel. Er begann seine politische Tätigkeit in der Kommunalpolitik und war zwischen 1930 und 1931 Mitglied des Stadtrates von London (London City Council), in dem er den Wahlbezirk North Kensington vertrat. 
Bei der Unterhauswahl vom 27. Oktober 1931 wurde Buchan-Hepburn als Kandidat der Conservative Party erstmals zum Mitglied des Unterhauses (House of Commons) gewählt und vertrat in diesem bis zu dessen Auflösung am 23. Februar 1950 den Wahlkreis Liverpool East Toxteth. In der Folgezeit fungierte er zwischen 1931 und 1939 als Parlamentarischer Privatsekretär (Parliamentary Private Secretary) von Oliver Stanley, der während dieser Zeit zahlreiche Ministerämter bekleidete.

### Juniorminister und Minister
Am 13. November 1939 übernahm Buchan-Hepburn schließlich sein erstes Regierungsamt, und zwar als Lord im Schatzamt (Junior Lord of the Treasury) in der von Premierminister Neville Chamberlain zwischen dem 3. September 1939 und dem 10. Mai 1940 gebildeten Kriegsregierung. Diese Funktion bekleidete er im Anschluss vom 12. Mai 1940 bis 26. Juni 1940 sowie zwischen dem 6. Dezember 1944 und dem 23. Mai 1945 in der von Premierminister Winston Churchill gebildeten Kriegsregierung. Während des Zweiten Weltkriegs diente er beim Militär. 1945 war er zunächst stellvertretender Parlamentarischer Hauptgeschäftsführer der Fraktion der Conservative Party im Unterhaus (Deputy Chief Conservative Whip), ehe er zwischen 1948 und 1955 Parlamentarischer Hauptgeschäftsführer (Chief Conservative Whip) war.
Bei der Unterhauswahl vom 23. Februar 1950 wurde Buchan-Hepburn für die konservativen Tories abermals ins Unterhaus gewählt und vertrat nunmehr bis zu seinem Mandatsverzicht am 15. Februar 1957 den neugeschaffenen Wahlkreis Beckenham. Nach dem Wahlsieg der Conservative Party bei der Unterhauswahl vom 25. Oktober 1951 wurde er am 31. Oktober 1951 im dritten Kabinett Churchill zugleich Parlamentarischer Sekretär im Schatzamt (Parliamentary Secretary of the Treasury). Zudem wurde er 1951 Mitglied des Geheimen Kronrates (Privy Council).
In der am 6. April 1955 von Premierminister Anthony Eden gebildeten Regierung wurde Buchan-Hepburn am 20. Dezember 1955 Nachfolger von Nigel Birch als Minister für öffentliche Arbeiten (Minister of Works) und bekleidete dieses Ministeramt bis zum Ende von Edens Amtszeit am 9. Januar 1957. In dieser Zeit war er zugleich wieder Deputy Chief Whip der Conservative Party im Unterhaus.

### Oberhausmitglied und Generalgouverneur der Westindischen Föderation
Mit seinem Ausscheiden aus dem Unterhaus wurde Buchan-Hepburn durch ein Letters Patent vom 15. Februar 1957 als Baron Hailes, of Prestonkirk in the County of East Lothian, in den erblichen Adelsstand in der Peerage of the United Kingdom erhoben. Dadurch wurde er Mitglied des Oberhauses (House of Lords), dem er bis zu seinem Tode am 5. November 1974 angehörte. 1957 wurde er als Knight Grand Cross des Order of the British Empire (GBE) ausgezeichnet.
Im Zuge der Gründung der Westindischen Föderation wurde Baron Hailes am 3. Januar 1958 zum Generalgouverneur des Landes ernannt. Sein Amtssitz befand sich in Port of Spain auf der Insel Trinidad. Als der Staat vier Jahre später, am 31. Mai 1962, wieder aufgelöst wurde, kehrte er nach England zurück, wo er als Vorsitzender des Historic Buildings Council arbeitete. 1962 wurde ihm auch der Order of the Companions of Honour (CH) verliehen.
Buchan-Hepburn heiratete am 7. Juni 1945 Diana Mary Lambton, Tochter von Brigadegeneral Charles Lambton. Er verstarb am 5. November 1974 ohne männliche Abkömmlinge, so dass der verliehene Adelstitel daher mit seinem Tode erlosch.